# Copa de Acesandro
La copa de Acesandro (también Hakesandros ) es una copa de Metone, una ciudad de Macedonia (correspondiente a la moderna Metone), que contiene una de las primeras inscripciones encontradas en alfabeto griego. Data de la primera mitad del siglo VIII a. C.(750–720 a. C.) 
la copa se fabricó para su uso en simposios y fue descubierta durante las excavaciones arqueológicas de 2003-2004. La inscripción, escrita en alfabeto eubeo, funciona como etiqueta de propiedad e incluye una breve maldición humorística en verso yámbico que advierte a los bebedores contra el robo de la copa. Junto con otras inscripciones similares de la misma época, el texto se considera un indicio temprano de alfabetización y poesía simpática en la antigua Grecia. La copa ha sido importante para el estudio del alfabeto griego primitivo y la epigrafía griega.

## Artefacto
La copa de Acesandro, identificada como un escifo, fue descubierta junto con varios otros vasos para beber con inscripciones en un depósito sellado en Metone de Pieria. 
Contemporánea de la Copa de Néstor, descubierta con anterioridad y mejor conservada, la vasija está fechada con seguridad en la primera mitad del siglo VIII a. C. Nelson (2023) escribe que su descubrimiento confirma que la poesía se escribía a mediados del siglo VIII a. C.; Lopez-Ruiz (2022) data la copa entre el 750 y el 735 a. C. Janko (2015) sitúa la copa de Acesandro entre los otros escritos tempranos del alfabeto griego en el año 730 a. C. o antes, mientras que Tzifopoulos, Bessios y Kotsonas (2017) la datan entre c. 730 y 720 a. C. 
La existencia de cerámica con escritura eubea en Metone de esta fecha concreta parece apoyar los relatos de Plutarco de que la ciudad fue fundada por colonos eretrieos en la primera mitad del siglo VIII a. C. Esta evidencia de Metone también está en consonancia con la teoría de que los eubeos probablemente desempeñaron un papel importante en la grabación y difusión de la poesía de Homero.

## Inscripción
La inscripción de la copa de Acesandro es paralela a la de varios vasos contemporáneos, como la Copa de Néstor, que dan testimonio de una cultura poética primitiva que acompañaba al ritual de beber vino. La copa de Acesandro muestra una inscripción cuidadosamente escrita que recorre el recipiente a lo largo de una banda decorativa. Esta temprana evidencia epigráfica apunta a los inicios de la alfabetización en la antigua Grecia, a medida que el alfabeto, las fórmulas epigráficas y las técnicas, no estrictamente confinadas a un entorno burocrático, gradualmente comienzan a extenderse a aspectos de la vida cotidiana, más notablemente en contextos de simposios, y son compartidos por individuos de diferentes orígenes sociales y económicos.; La inscripción parece seguir un ritmo yámbico (υ - υ - υ -). Consiste en un dímetro o trímetro yámbico corto, posiblemente el ejemplo registrado más antiguo de este tipo, que sigue a la etiqueta de propiedad inicial en prosa. El lenguaje indica que el texto fue compuesto en un tono lúdico y que la copa estaba destinada a ser utilizada en un contexto de simposios. La copa sigue la fórmula convencional de una ingeniosa etiqueta de propiedad, que aquí toma la forma de una maldición de buen humor, que se convirtió en un tropo epigráfico común en la cerámica griega antigua, particularmente en recipientes destinados a ser utilizados en un círculo amistoso de simposios.

 ΗΑΚΕΣΑΝΔΡΟ ΕΜ[Ι ... ]ΕΙΤΕΤΟ[ ... ]ΜΕ Κ[ ... ]ΑΤΟΝ ΣΤΕΡΕΣ[ΕΤ]ΑΙ.

 
 Yo pertenezco a Hakesandros; [quien me robe], será privado de/perderá su [dinero/ojos].

 

Aunque se conserva en fragmentos, el texto se ha reconstruido aproximadamente siguiendo el lenguaje de vasos similares de la misma época. 
La interpretación comparada de las inscripciones simposiacas indica que la copa de Acesandro no es un ejemplo aislado, sino que forma parte de una tradición epigráfica con amplia difusión en el espacio y el tiempo. El verbo inicial en griego antiguo: εἰμί «Yo soy» indica que la copa utiliza la fórmula familiar del objeto hablante, es decir, «Yo pertenezco a X». 
Una probable restauración de la marca de propiedad incluye en griego antiguo: Ηακεσάνδρο εμ[ί ποτέριον] «Soy la [copa] de Hakesandro». El verbo final, que se restaura con seguridad como en griego antiguo: στερήσ[ετ]αι («será privado», la tercera forma futura singular de en griego antiguo: στεροῦμαι), está precedido por la palabra en griego antiguo: ]ατον o en griego antiguo: ]ατων, que comúnmente se reconstruye como en griego antiguo: [ομμ]άτων «ojos» o en griego antiguo: [χρημ]άτων «dinero». La palabra se grabó como en griego antiguo: ]ΑΤΟΝ; proporciona la grafía con omicron (ο) tal y como se encuentra originalmente en la copa, mientras que  la interpreta con una omega (ω) tal y como cabría esperar en genitivo plural según las reglas gramaticales griegas. Posteriormente, basándose en el vocabulario de vasos con inscripciones similares, el texto puede reconstruirse aproximadamente como:

 en griego antiguo: hΑκεσάνδρο ἐμ[ί - - μεδές - - (αν)κλε]ττέτο, [ὅς δ' ἄν] με κ[λέφσει, ὀμμ]άτων στερήσ[ετ]αι.
hΑκεσάνδρο ἐμ[ί ... ... ... ]ει τετό[μενον?] με κ[λέπτες, ὀμμ]άτων στερήσ[ετ]ται 

 

Según el análisis y las reconstrucciones propuestas, una traducción probable sería «Soy la copa de Hakesandros, nadie me robará, porque quien me robe, será privado de sus ojos/dinero».. Una propuesta diferente sigue que, si Acesandro pasó a ser un médico, como su nombre puede sugerir, pues '“Hakesandros”' se traduce como «sanador de hombres»; en la antigüedad tales profesiones tendían a ser hereditarias.}} la copa puede haber prometido aliviar al bebedor de sus dolores; en griego antiguo: πημ]άτων 
La escritura puede identificarse como eubea y presenta la mayoría de rasgos comunes con la eretriea. Estos rasgos incluyen la letra Mu (Μ μ) que se escribe con cinco, de los cuatro caracteres estándar, y la letra delta (Δ δ) que es redondeada por encima y tiene un ángulo por debajo, ambas características también aparecen en la Copa de Néstor de Pithekoussai. Rara en eubeo es la alfa que es redondeada por el lado derecho, aunque sí aparece en ereteriea.